# Langen bei Bregenz
Langen bei Bregenz is een gemeente in de Oostenrijkse deelstaat Vorarlberg, gelegen in het district Bregenz. De gemeente heeft ongeveer 1400 inwoners.

## Geografie
Langen bei Bregenz ligt in het westen van het land.
Alberschwende · Andelsbuch · Au · Bezau · Bildstein · Bizau · Bregenz (stad) · Buch · Damüls · Doren · Egg · Eichenberg · Fußach · Gaißau · Hard · Hittisau · Höchst · Hohenweiler · Hörbranz · Kennelbach · Krumbach · Langen bei Bregenz · Langenegg · Lauterach · Lingenau · Lochau · Mellau · Mittelberg · Möggers · Reuthe · Riefensberg · Schnepfau · Schoppernau · Schröcken · Schwarzach · Schwarzenberg · Sibratsgfäll · Sulzberg · Warth · Wolfurt
- Gemeinsame Normdatei: 4527856-8
- Virtual International Authority File: 237000248